# パトリック・ギャラガー
パトリック・ギャラガー（Patrick Gallagher、1968年2月21日 - ）はカナダ出身の俳優である。

## バイオグラフィー
パトリック・ギャラガーは中国系カナダ人とアイルランド系カナダ人の親の間に生まれた。
カナダの数多くの舞台やテレビドラマに出演し、アメリカに渡った後にドラマ『Glee』のファーストシーズンにフットボール・コーチのケン・タナカ役で出演。映画では『マスター・アンド・コマンダー』でアークワード・デイビス役、『サイドウェイ』ではバーテンダーのゲーリー役。また『ナイト ミュージアム』でアッティラを演じ、HBOのドラマなどにもゲスト出演している。
近年は鎌倉時代の日本が舞台のゲーム『Ghost of Tsushima』で演じたコトゥン・ハーン役で知られる。

## 主な出演作品
| 公開年    | 邦題 原題                                                                    | 役名                             | 備考                               |
| --------- | ---------------------------------------------------------------------------- | -------------------------------- | ---------------------------------- |
| 2003      | マスター・アンド・コマンダー Master and Commander                            | アークワード・デイビス           |                                    |
| 2004      | サイドウェイ Sideways                                                        | ゲーリー                         |                                    |
| 2005      | フォレスト・オブ・ザ・デッド Severed                                         | アンダーソン                     |                                    |
| 2006      | ナイト ミュージアム Night at the Museum                                      | アッティラ                       |                                    |
| 2006      | ファイナル・デッドコースター Final Destination 3                             | ローラーコースター係のコルキット |                                    |
| 2008      | フェイク シティ ある男のルール Street Kings                                  |                                  |                                    |
| 2009      | ナイト ミュージアム2 Night at the Museum: Battle of the Smithsonian          | アッティラ                       |                                    |
| 2008-2009 | トゥルーブラッド True Blood                                                  | チョー                           | テレビシリーズ、4エピソードに出演  |
| 2009-2010 | Glee                                                                         | ケン・タナカ                     | テレビシリーズ、10エピソードに出演 |
| 2011-     | End game〜天才バラガンの推理ゲーム〜                                         | ヒューゴ                         | テレビシリーズ                     |
| 2014      | ナイト ミュージアム/エジプト王の秘密 Night at the Museum: Secret of the Tomb | アッティラ                       |                                    |
| 2020      | クリスマス・クロニクル PART2 The Christmas Chronicles 2                      |                                  |                                    |

## 参照
1. ↑  "B.C. actor Patrick Gallagher explores his dual nature with Glee". Vancouver Sun, November 23, 2009.

## 外部サイト
- パトリック・ギャラガー - IMDb（英語）